# Десетте Божи заповеди (филм, 1956)
„Десетте Божи заповеди“ (на английски: The Ten Commandments) е американска историческа драма от 1956 г. на режисьора Сесил Демил, разпространен от „Парамаунт Пикчърс“, адаптация на романа „Принцът на Египет“ на Дороти Уилсън, романа „Огненият стълб“, романът On Eagle's Wings и на части от библията. Във филма участват Чарлтън Хестън, Юл Бринър, Ан Бакстър, Едуард Робинсън, Ивон де Карло, Дебра Паджет и Джон Дерек.